# Ban lãnh đạo đảng trong Thượng viện Hoa Kỳ
Ban lãnh đạo đảng trong Thượng viện Hoa Kỳ (tiếng Anh: Party leadership of the United States Senate) là nhóm các quan chức được bầu bởi Đảng Dân chủ Thượng viện và Đảng Cộng hòa Thượng viện để quản lý các công việc cụ thể của mỗi bên trong Thượng viện. Mỗi bên được lãnh đạo bởi một lãnh đạo tầng, người chỉ đạo chương trình lập pháp trong cuộc họp kín của họ tại Thượng viện, một phó lãnh đạo tầng, người tập hợp số phiếu của các thành viên cuộc họp kín cho các mục đích lập pháp, cùng một số quan chức khác, những người làm việc cùng nhau để quản lý lịch trình luật, thực thi kỷ luật đảng, giám sát các nỗ lực nhằm duy trì và giành lại các ghế của đảng trong các cuộc bầu cử Thượng viện.
Nhà lãnh đạo chính thức của Thượng viện là Phó Tổng thống Hoa Kỳ, người đồng thời giữ chức Chủ tịch Thượng viện, và Chủ tịch Thượng viện tạm quyền, thành viên thâm niên nhất từ phe đa số mà theo luật sẽ chủ tọa các phiên họp hàng ngày trong trường hợp Phó Tổng thống vắng mặt. Tuy nhiên cả hai chức vụ trên thực tế đều không chủ tọa Thượng viện thường xuyên, vị trí chủ tọa được luân phiên cho các Thượng nghị sĩ thứ cấp để họ quen với công việc hằng ngày của Thượng viện, vì vậy Lãnh đạo tầng từ hai đảng mới thực sự là những nhà lãnh đạo của mỗi đảng tại Thượng viện, trong đó, Lãnh đạo Đa số là nhân vật quyền lực nhất Thượng viện.
Không giống như chức vụ chủ tịch ủy ban, các vị trí lãnh đạo theo truyền thống không được trao trên cơ sở thâm niên và được các thành viên bầu trong các cuộc họp kín.

## Ban lãnh đạo đảng Dân chủ
| Chân dung                                      | Chân dung              | Chức vụ                                                | Quyền hạn                                                                                       | Tiểu bang     |
| ---------------------------------------------- | ---------------------- | ------------------------------------------------------ | ----------------------------------------------------------------------------------------------- | ------------- |
|                                                | Chuck Schumer          | Lãnh đạo Đa số Thượng viện                             | Chỉ đạo chương trình lập pháp của Cuộc họp kín tại Thượng viện                                  | New York      |
| Chủ tịch Cuộc họp kín Đảng Dân chủ Thượng viện | Chuck Schumer          |                                                        | Chỉ đạo chương trình lập pháp của Cuộc họp kín tại Thượng viện                                  | New York      |
|                                                | Dick Durbin            | Phó Lãnh đạo Đa số Thượng viện                         | Tập hợp phiếu bầu của các thành viên Cuộc họp kín cho các mục đích lập pháp                     | Illinois      |
|                                                | Debbie Stabenow        | Chủ tịch Ủy ban Chính sách và Truyền thông             | Giữ mối quan hệ giữa các ủy ban Thượng viện và Cuộc họp kín                                     | Michigan      |
|                                                | Amy Klobuchar          | Chủ tịch Ủy ban Chỉ đạo và Tiếp cận phụ trách Chỉ đạo  | Thúc đẩy mối quan hệ với những người ủng hộ, những nhà lãnh đạo cộng đồng và những nhóm lợi ích | Minnesota     |
|                                                | Mark Warner            | Phó Chủ tịch Cuộc họp kín                              | Tư vấn cho Chủ tịch Cuộc họp kín các công việc đảng phái                                        | Virginia      |
|                                                | Elizabeth Warren       | Phó Chủ tịch Cuộc họp kín                              | Tư vấn cho Chủ tịch Cuộc họp kín các công việc đảng phái                                        | Massachusetts |
|                                                | Bernie Sanders         | Chủ tịch Ủy ban Chỉ đạo và Tiếp cận phụ trách Tiếp cận | Tiếp cận dân chúng và vận động sự ủng hộ của công chúng đối với Cuộc họp kín                    | Vermont       |
|                                                | Tammy Baldwin          | Thư ký Cuộc họp kín Đảng Dân chủ Thượng viện           | Chịu trách nhiệm quản lý chính sách cho Cuộc họp kín                                            | Wisconsin     |
|                                                | Joe Manchin            | Phó Chủ tịch Ủy ban Chính sách và Truyền thông         | Đề xuất chính sách, tiếp cận cộng đồng, nghiên cứu lập pháp và sự thống nhất của Cuộc họp kín   | West Virginia |
|                                                | Cory Booker            | Phó Chủ tịch Ủy ban Chính sách và Truyền thông         | Đề xuất chính sách, tiếp cận cộng đồng, nghiên cứu lập pháp và sự thống nhất của Cuộc họp kín   | New Jersey    |
|                                                | Gary Peters            | Chủ tịch Ủy ban Vận động                               | Vận động và gây quỹ với mục đích giúp các đảng viên Dân chủ được bầu vào Thượng viện            | Michigan      |
|                                                | Catherine Cortez Masto | Phó Chủ tịch Ủy ban Tiếp cận                           | Tư vấn cho Chủ tịch Ủy ban các vấn đề tiếp cận                                                  | Nevada        |
| Thành viên danh dự                             |                        |                                                        |                                                                                                 |               |
|                                                | Patty Murray           | Chủ tịch Thượng viện tạm quyền                         | Chủ tọa các phiên họp khi Phó Tổng thống vắng mặt theo luật                                     | Washington    |
| Thành viên dựa chức                            |                        |                                                        |                                                                                                 |               |
|                                                | Kamala Harris          | Phó Tổng thống Hoa Kỳ Chủ tịch Thượng viện             | Chủ tọa các phiên họp hàng ngày và chỉ bỏ phiếu khi số phiếu hòa                                | California    |

## Ban Lãnh đạo Đảng Cộng hòa
| Chân dung          | Chân dung            | Chức vụ                                              | Quyền hạn                                                                                 | Tiểu bang     |
| ------------------ | -------------------- | ---------------------------------------------------- | ----------------------------------------------------------------------------------------- | ------------- |
|                    | Mitch McConnell      | Lãnh đạo Thiểu số Thượng viện                        | Chỉ đạo chương trình lập pháp của Hội nghị tại Thượng viện                                | Kentucky      |
|                    | John Thune           | Phó Lãnh đạo Thiểu số Thượng viện                    | Tập hợp phiếu bầu của các thành viên Hội nghị cho các mục đích lập pháp                   | South Dakota  |
|                    | John Barrasso        | Chủ tịch Hội nghị Đảng Cộng hòa Thượng viện          | Giám sát cuộc bầu cử lãnh đạo tầng, đưa ra các sáng kiến chính sách và đề xuất chính sách | Wyoming       |
|                    | Joni Ernst           | Chủ tịch Ủy ban Chính sách Đảng Cộng hòa Thượng viện | Giữ mối quan hệ giữa các ủy ban Thượng viện và Hội nghị                                   | Iowa          |
|                    | Shelley Moore Capito | Phó Chủ tịch Hội nghị Đảng Cộng hòa Thượng viện      | Lập biên bản và hỗ trợ chủ tọa điều hành Hội nghị                                         | West Virginia |
|                    | Steve Daines         | Chủ tịch Ủy ban Quốc gia Đảng Cộng hoà Thượng viện   | Vận động và gây quỹ với mục đích giúp các đảng viên Cộng hòa được bầu vào Thượng viện     | Montana       |
| Thành viên danh dự |                      |                                                      |                                                                                           |               |
|                    | Chuck Grassley       | Chủ tịch Thượng viện tạm quyền danh dự               | Không có quyền hạn                                                                        | Iowa          |